# おはガールちゅ!ちゅ!ちゅ!
おはガールちゅ!ちゅ!ちゅ!は、テレビ東京系列の子供向けバラエティ番組『おはスタ』の2012年度・2013年度の「おはガール」による女性アイドルグループである。
キャッチコピーは、「朝会えるアイドル」（略して「あさドル」）。

## 概要
- 朝をイメージさせるスズメの鳴き声とかわいらしい響きが「ちゅ!ちゅ!ちゅ!」の名前の由来[2]である。3人のうち毎日一人ずつが山寺宏一や曜日レギュラーと生放送の番組に出演していた。
- 例年おはガールはしばらくたってからユニット名が発表されるが今季は結成時点でユニット名が発表された。なつみが先輩のおはガール キャンディミントに憧れているという設定から、新体操のリボンを取り入れたダンスを特色とする。
- 2014年1月7日の放送で卒業が発表され[3]、3月31日の放送で卒業した[4]。1月の段階で卒業発表があったのは異例。
- 卒業ソング「サヨナラのかわりに2013」のミュージックビデオは芸人の鉄拳が手掛けた[5]。
- グループアイドルブームに乗って多数のライブに出演・イベントを開催したことはそれまでのおはガールとは一線を画すとされている[6]。
- イベント回数は133回と過去最高だった[4]。また、発売したシングルCDの数(5thシングルまで発売)も過去最高であり、現在においても破られていない。
- 2016年4月1日のおはスタに山寺宏一の卒業の回にメモリアルゲストとしてゲスト出演[7]。さらに2020年9月25日の同番組に『明日をつくろう』の合唱企画にVTRで参加した。
- 卒業後もメンバーで集まる様子[8][9][10]や共演の様子[11]が報じられている。

## メンバー
| 氏名   | 芸名                           | 生年月日               | 出身地                            | 所属事務所                         | イメージカラー | リボン              | 備考                                                                           |
| ------ | ------------------------------ | ---------------------- | --------------------------------- | ---------------------------------- | -------------- | ------------------- | ------------------------------------------------------------------------------ |
| なつみ | 岡本夏美 （おかもと なつみ）   | 1998年7月1日（26歳）   | 神奈川県                          | エヴァーグリーン・エンタテイメント | ブルー         | クリーム ソーダ     | おはガールちゅ!ちゅ!ちゅ!のリーダー。                                          |
| ゆうな | 平祐奈 （たいら ゆうな）       | 1998年11月12日（26歳） | 兵庫県神戸市 （兵庫県明石市育ち） | ピーチ                             | ピンク         | ストロベリー ミルク | おはガールちゅ!ちゅ!ちゅ!のダンス委員。 女優の平愛梨、俳優の平慶翔の妹である。 |
| ひなこ | 吉川日菜子 （きっかわ ひなこ） | 1999年10月25日（25歳） | 埼玉県                            | 劇団ひまわり                       | オレンジ       | レモン シャーベット | おはガールちゅ!ちゅ!ちゅ!のお元気委員。                                        |

## 略歴
- 2012年3月28日、2012年度おはガールのユニット名、及びメンバーが発表される[2]。
- 2012年4月2日、おはスタに初登場。
- 2012年8月7日、デビューシングル「もっと ぎゅっと ハート」をリリース[12]。
- 2012年11月20日、シングル「こいしょ!!!」をリリース[13]。
- 2013年2月19日、シングル「こあくまるんです / サヨナラのかわりに2013」をリリース[14]
- 2013年7月9日、シングル「夏サンキュ!!!」をリリース[15]
- 2013年7月～8月 東名阪でイベントを実施[16]
- 2013年11月5日、ラストシングル「夢ふうせん」をリリース[17]。
- 2013年12月28日、初のワンマンライブがFuture SEVENで開催される。
- 2014年2月4日、ベストアルバム『心友』をリリース[18]。
- 2014年3月30日、アイアシアタートーキョーで「おはガールちゅ!ちゅ!ちゅ!　卒業ライブ ～ ユビキリ＋ちゅ!ちゅ!ちゅ! みんな笑顔になる 感謝の花咲かそう ～」を開催[19]
- 2014年3月31日、おはスタを卒業[4]。

## 作品

### シングル
|        | 発売日         | タイトル                                | 規格品番                                                 | 規格品番                                                 | オリコン 最高位 |
| CD+DVD | 発売日         | タイトル                                | CD                                                       |                                                          | オリコン 最高位 |
| ------ | -------------- | --------------------------------------- | -------------------------------------------------------- | -------------------------------------------------------- | --------------- |
| 1st    | 2012年8月7日   | もっと ぎゅっと ハート                  | HMCH-1071 (Type-A) HMCH-1072 (Type-B)                    | HMCH-1070                                                | 66位            |
| 2nd    | 2012年11月20日 | こいしょ!!!                             | HMCH-1082 (Type-D) HMCH-1083 (Type-E) HMCH-1084 (Type-F) | HMCH-1079 (Type-A) HMCH-1080 (Type-B) HMCH-1081 (Type-C) | 25位            |
| 3rd    | 2013年2月19日  | こあくまるんです/サヨナラのかわりに2013 | HMCH-1090 (Type-D) HMCH-1091 (Type-E) HMCH-1092 (Type-F) | HMCH-1087 (Type-A) HMCH-1088 (Type-B) HMCH-1089 (Type-C) | 14位            |
| 4th    | 2013年7月9日   | 夏サンキュ!!!                           | HMCH-1109 (Type-D) HMCH-1110 (Type-E) HMCH-1111 (Type-F) | HMCH-1106 (Type-A) HMCH-1107 (Type-B) HMCH-1108 (Type-C) | 15位            |
| 5th    | 2013年11月5日  | 夢ふうせん                              | HMCH-1126 (Type-D) HMCH-1127 (Type-E) HMCH-1128 (Type-F) | HMCH-1123 (Type-A) HMCH-1124 (Type-B) HMCH-1125 (Type-C) | 12位            |

### アルバム
| 枚     | 発売日       | タイトル | 規格品番            | 規格品番  | オリコン 最高位 |
| 枚     | 発売日       | タイトル | CD+DVD+フォトブック | CD        | オリコン 最高位 |
| ------ | ------------ | -------- | ------------------- | --------- | --------------- |
| ベスト | 2014年2月4日 | 心友     | HMCH-1135           | HMCH-1134 | 15位            |

### タイアップ
| 楽曲                   | タイアップ                                                                       | 収録作品                                               |
| ---------------------- | -------------------------------------------------------------------------------- | ------------------------------------------------------ |
| もっと ぎゅっと ハート | テレビ東京系『おはスタ』おはガール テーマソング                                  | 1stシングル「もっと ぎゅっと ハート」                  |
| もっと ぎゅっと ハート | バンダイ「ハッピーチュチュチュリボン」CMソング                                   | 1stシングル「もっと ぎゅっと ハート」                  |
| こいしょ!!!            | テレビ東京系『おはスタ』おはガール テーマソング                                  | 2ndシングル「こいしょ!!!」                             |
| こいしょ!!!            | バンダイ「ハッピーチュチュチュリボン」CMソング                                   | 2ndシングル「こいしょ!!!」                             |
| こいしょ!!!            | 森永製菓「パリパリバー」CMソング                                                 | 2ndシングル「こいしょ!!!」                             |
| こいしょ!!!            | J:COMチャンネルHD「つながるGO!GO!」エンディング・テーマ（2012年11月19日 - 30日） | 2ndシングル「こいしょ!!!」                             |
| こあくまるんです       | テレビ東京系『おはスタ』おはガール テーマソング                                  | 3rdシングル「こあくまるんです/サヨナラのかわりに2013」 |
| こあくまるんです       | バンダイ「ハッピーチュチュチュリボン」CMソング                                   | 3rdシングル「こあくまるんです/サヨナラのかわりに2013」 |
| 夏サンキュ!!!          | テレビ東京系『おはスタ』おはガール イメージソング                                | 4thシングル「夏サンキュ!!!」                           |
| 夏サンキュ!!!          | バンダイ「ハッピーチュチュチュリボン」CMソング                                   | 4thシングル「夏サンキュ!!!」                           |
| 夢ふうせん             | テレビ東京系『おはスタ』おはガール テーマソング                                  | 5thシングル「夢ふうせん」                              |
| 夢ふうせん             | バンダイ「ハッピーチュチュチュリボン」CMソング                                   | 5thシングル「夢ふうせん」                              |

## 出演

### バラエティ
- おはスタ（2012年4月2日 - 2014年3月31日、テレビ東京）
- おはコロポップ（2013年4月6日 - 2014年3月29日、テレビ東京） - 『じーさんぽ』コーナーに出演

### イベント
- 第36回次世代ワールドホビーフェア（2012年6月30日・7月1日、幕張メッセ）
- ハッピーチュチュチュリボン発売記念☆夏休みイベント（2012年7月14日 - 8月25日）
- TOKYO IDOL FESTIVAL 2012（2012年8月5日、お台場・青海特設会場）
- もっと ぎゅっと ハート 発売記念インストア・イベント（2012年8月6日 - 30日）
- NIIGATA IDOL SUMMIT 2012 夏祭り Vol.2（2012年8月12日、The PLANET Niigata）
- TOKYO FM『シナプス』公開生放送（2012年8月14日、東京国際フォーラム）
- 丸の内キッズジャンボリー2012 TOKYO FM DANCE DRAGON ストリートダンス＆ワークショップ（2012年8月16日、東京国際フォーラム）
- 第19回青山学院大学同窓祭（2012年9月23日、青山学院大学）
- こいしょ!!! 発売記念インストア・イベント（2012年11月19日 - 12月25日）
- ハッピーチュチュチュリボン レインボーリボン発売記念イベント（2012年11月4日、東京スカイツリータウン・10日、iiasつくば）
- 第3回アイドル横丁祭!!（2012年11月18日、SHIBUYA-AX）
- アイドルLiveStarring Vol.1（2013年1月13日、原宿クエストホール）
- 第37回次世代ワールドホビーフェア（2013年1月26日・27日、幕張メッセ）
- こあくまるんです/サヨナラのかわりに2013 発売記念インストア・イベント（2013年2月3日 - 24日）
- アイドルLiveStarring Vol.2（2013年2月17日、SHIBUYA-AX）
- アイドルLiveStarring Vol.3（2013年2月17日、SHIBUYA-AX）
- 夏サンキュ!!! 発売記念インストア・イベント（2013年6月9日 - 8月17日）
- 第38回次世代ワールドホビーフェア（2013年6月29日・30日、幕張メッセ）
- TOKYO IDOL FESTIVAL 2013（2013年7月27日、お台場・青海特設会場）
- 夢ふうせん 発売記念インストア・イベント（2013年9月20日 - 11月23日）
- アイドル甲子園 〜秋季大会〜（2013年10月6日、赤坂BLITZ）
- おはガールちゅ!ちゅ!ちゅ! はじめてのワンマンライブ!!! 〜飛ばせ!夢ふうせん〜（2013年12月28日、Future SEVEN）
- 心友 発売記念インストア・イベント（2014年1月17日 - 3月23日）
- 第39回次世代ワールドホビーフェア（2014年1月25日・26日、幕張メッセ）
- アイドル甲子園FESTIVAL（2014年3月29日、新木場STUDIO COAST）
- おはガールちゅ!ちゅ!ちゅ! 卒業ライブ 〜ユビキリ+ちゅ!ちゅ!ちゅ! みんな笑顔になる 感謝の花咲かそう〜（2014年3月30日、アイアシアタートーキョー）

### CM
- バンダイ ハッピーチュチュチュリボン（2012年）[21]
- 森永製菓 パリパリバー（2012年10月）[21]
- ロッテ のど飴「ダンシング篇」（2012年11月）[21]

### パッケージ
- 森永製菓 パリパリバー（2012年10月）

### ゲームソフト
- でんぢゃらすじーさんと1000人のお友だち邪（2012年11月22日、ニンテンドー3DS） - アニメ絵でお友だち軍団の一員として登場。

## 書籍

### 雑誌連載
- ちゃお（小学館）
- ぷっちぐみ（小学館）
- 月刊エンタメ（徳間書店）

### 電子書籍

#### 写真集
- sabra de chu!chu!chu! おはガールちゅ!ちゅ!ちゅ!1（2012年9月28日、小学館）
- sabra de chu!chu!chu! おはガールちゅ!ちゅ!ちゅ!2（2012年9月28日、小学館）
- おはカフェ おはガールちゅ!ちゅ!ちゅ!3（2012年10月26日、小学館）
- おはカフェ おはガールちゅ!ちゅ!ちゅ!4（2012年10月26日、小学館）